# 蔵の街観光バス
蔵の街観光バス株式会社（くらのまちかんこうバス）は、栃木県栃木市大宮町に本社を置くバス事業者である。日本バス協会に加盟している。栃木市営バスを受託運行している。

## 概要・沿革
受託運行の路線バス、貸切バスともに、ナンバーの数字を「123」としている車両がある。
- 2015年（平成27年） - 日本バス協会加入、旅行業許可
- 2020年（令和2年）10月 - 栃木県立栃木特別支援学校のスクールバスを受託運行

## 受託運行
- ふれあいバスの次の路線を受託運行
  - 市街地循環線
  - 市街地北部循環線
  - 部屋線
  - 大宮国府線
- 栃木県立栃木特別支援学校のスクールバスを受託運行

## 貸切バス
- 大型バス2台、中型バス2台、小型バス1台[1]

一部を除き、とちぎ秋まつりの山車の行列をイメージしたデザインとしている。

## グループ会社
- 蔵の街運送株式会社